# Gagrellula geminata
Gagrellula geminata is een hooiwagen uit de familie Sclerosomatidae.